# Gyoerffyella tricapillata
Gyoerffyella tricapillata är en svampart som först beskrevs av Ingold, och fick sitt nu gällande namn av Marvanová 1967. Gyoerffyella tricapillata ingår i släktet Gyoerffyella, divisionen sporsäcksvampar och riket svampar.   Inga underarter finns listade i Catalogue of Life.